# Lidia Mularska-Andziak

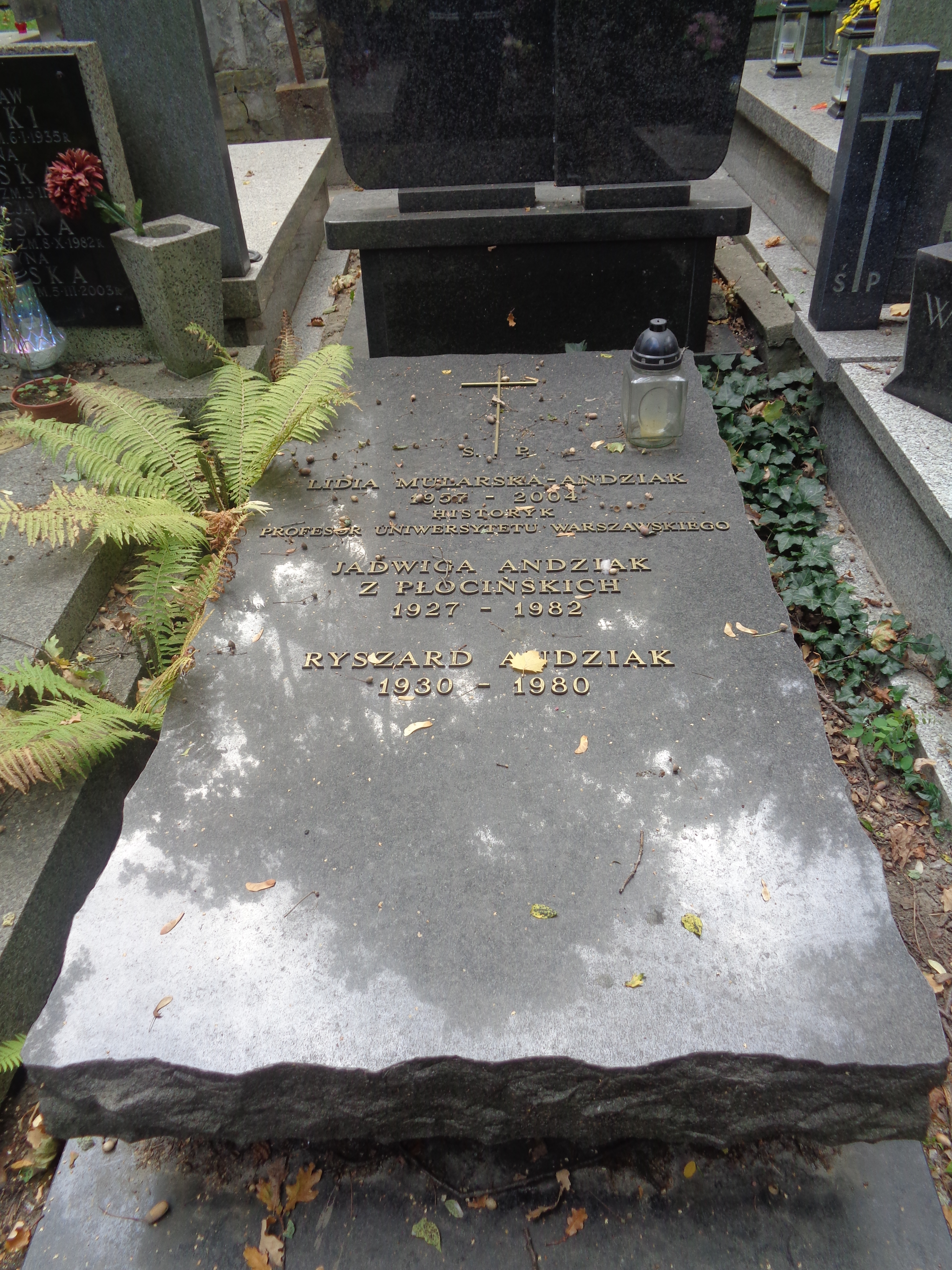
Grób Lidii Mularskiej-Andziak na Cmentarzu Wojskowym na Powązkach

Lidia Mularska-Andziak (ur. 2 sierpnia 1957 w Warszawie, zm. 8 maja 2004 w Warszawie) – polska historyczka, profesor Instytutu Historycznego Uniwersytetu Warszawskiego, specjalistka od dziejów Hiszpanii.

## Życiorys
Studia historyczne na Uniwersytecie Warszawskim ukończyła w 1980. W 1988 obroniła pracę doktorską pt. Hiszpania w polityce Stanów Zjednoczonych w okresie II wojny światowej (promotor: Andrzej Garlicki). W styczniu 2000 Rada Wydziału Historycznego Uniwersytetu Warszawskiego nadała jej stopień doktora habilitowanego na podstawie rozprawy Dyktatura generała Primo de Rivery a hiszpańskie tradycje imperialne 1923–1930.
Była wiceprzewodniczącą Rady Naukowej Instytutu Historycznego Uniwersytetu Warszawskiego. Prowadziła wykłady w Wyższej Szkole Humanistycznej im. Aleksandra Gieysztora w Pułtusku.
Pochowana na Cmentarzu Wojskowym na Powązkach w Warszawie (kwatera C22, rz.5, gr.12).

## Dzieła
- 1990: Hiszpania w polityce Stanów Zjednoczonych w okresie Drugiej Wojny Światowej
- 1994: Franco, ISBN 1-85917-022-6
- 1997: Historia powszechna 1919–1991: wybór tekstów źródłowych, ISBN 83-906458-9-0
- 1999: Dyktatura generała Primo de Rivery a hiszpańskie tradycje imperialne 1923–1930, ISBN 83-909208-7-5